# Omorgus tessellatus
Omorgus tessellatus là một loài bọ cánh cứng trong họ Trogidae.

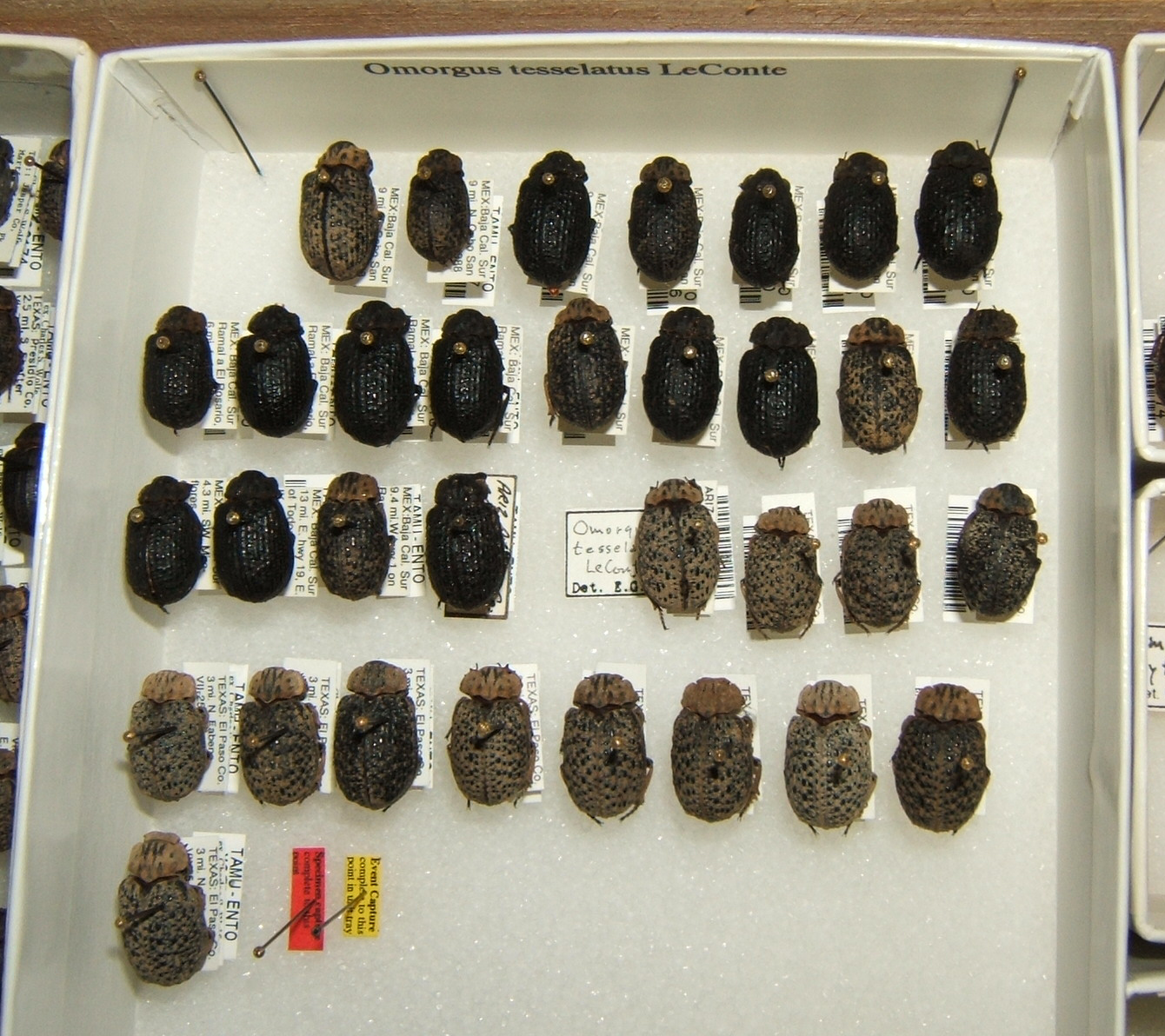
Omorgus tessellatus variation